# Marsippospermum
Marsippospermum Desv. é um género botânico pertencente à família Juncaceae.

## Espécies
- Marsippospermum calyculatum
- Marsippospermum gracile
- Marsippospermum grandiflorum
- Marsippospermum philippi
- Marsippospermum philippii
- Marsippospermum reichei